# Тома Шеверовський
Тома́ Шеверо́вський, також Фома́ Шеверо́вський, монаше ім'я Теодо́р (біл. Тамаш Шэвяроўскі, пол. Tomasz Szewerowski; 30-40-і рр. XVII ст., Мінськ — 28 березня 1699, Біла Підляська) — перший відомий білоруський композитор Великого Князівства Литовського, представник східнослов'янського бароко, диригент, співак, педагог, ієромонах-василіянин.

## Життєпис
Відомості про Шеверовського зустрічаються у списках XVIII століття серед життєписів відомих ченців-василіян. Народився він в Мінську в греко-католицькій родині. Вивчав філософію і богослов'я у Віленській єзуїтській академії. У 1660-х роках займався композиторською та викладацькою діяльністю. Навчався разом із більш відомим сучасником композитором Миколою Дилецьким. У 1670―1680-х роках — регент капели київського унійного митрополита Кипріяна Жоховського.

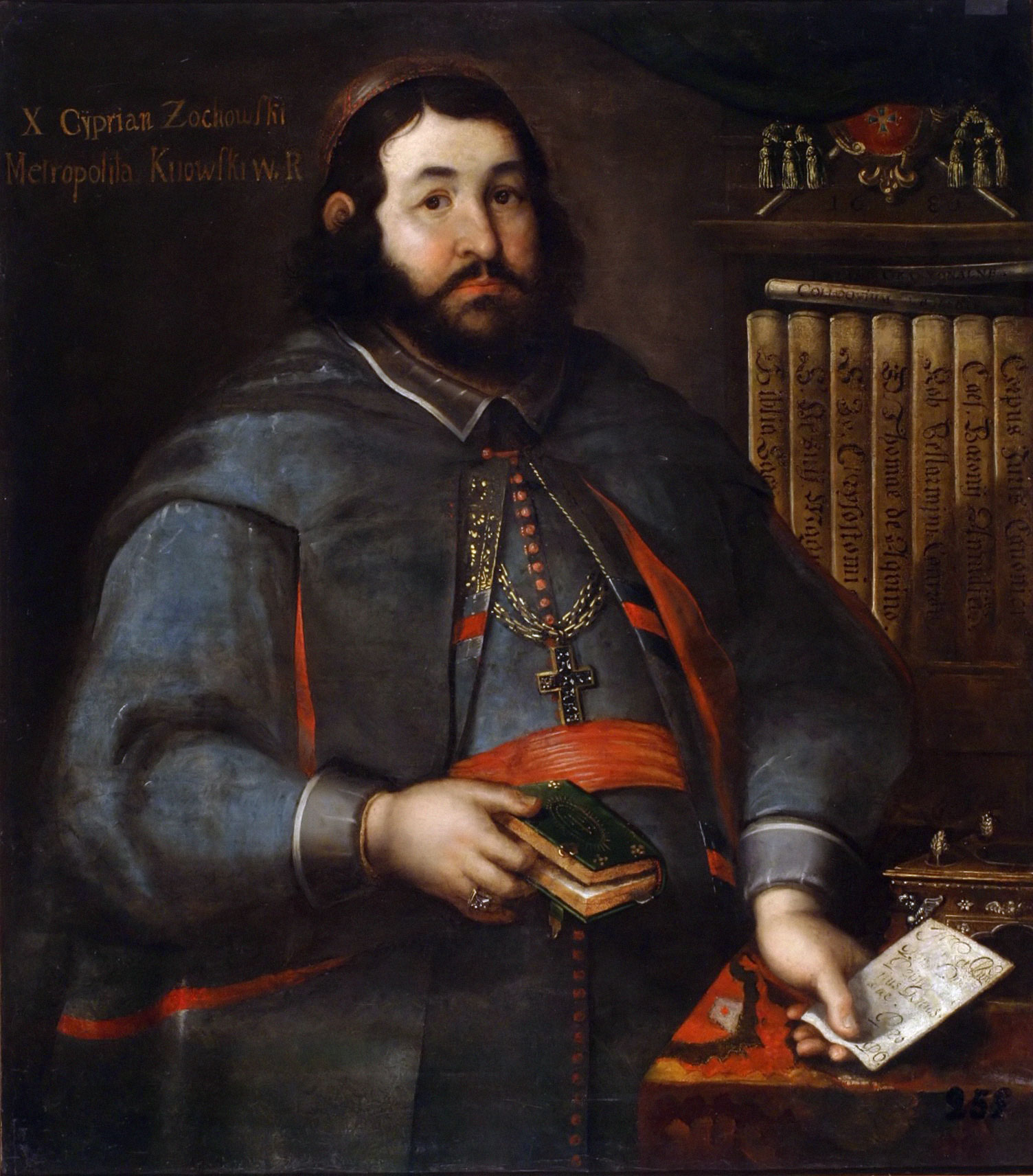
Предстоятель Руської Унійної Церкви митрополит Кипріян Жоховський, покровитель Томи Шеверовського. Портрет з 1680 року

Зі своєю капелою виступав на сеймі Речі Посполитої, брав участь в урочистій Понтифікальній Літургії. Після смерті Жоховського, прийняв постриг у Віленському Свято-Троїцькому монастирі під іменем Теодор. Був настоятелем монастирів у Полоцьку і Білій Підляській, але й музичних занять не покидав: керував хорами і викладав церковний спів.
Помер 28 березня 1699 року у василіянському монастирі в Білій Підляській.

## Творчість
Церковне мистецтво Руської Унійної Церкви виникло на візантійсько-слов'янській основі, це позначилося і на музиці. У реєстрі львівської братської школи за 1697 рік перераховуються деякі твори композитора: Великодній і Різдвяний канони, восьмиголосна Вечірня і Служба Божа.
Про мотети Шеверовського для греко-католицького богослужіння, створених під церковнослов'янські тексти, дослідники знали тільки з документів. Наприкінці XX століття в архівах були віднайдені два твори: шестиголосна Літанія (Лоретанська) і цикл васьмиголосної Вечірні. Мотети реконструйовані петербурзьким композитором Ігорем Мацієвским і білоруським музикознавцем Іриною Герасимовою.
Після майже 300-літньої перерви, твори Томи Шеверовського вперше прозвучали у жовтні 2012 року на X Львівському фестивалі давньої музики у виконанні львівського вокального ансамблю «A cappella Leopolis».